# 一色町 (岡崎市)
一色町（いっしきちょう）は愛知県岡崎市額田地区の町名。丁番を持たない単独町名であり、26の小字が設置されている。

## 地理
岡崎市東部に位置する。住宅地は道路沿線に形成され、その他は森林・農地として利用されている。町域内に小字が置かれるが丁番は持たない。

### 小字
| - 字池神（いけかみ） - 字池田（いけだ） - 字石ナ田（いしなだ） - 字入洞（いりぼら） - 字大神田（おおじんでん） - 字奥添（おくぞれ） - 字上ノ切（かみのきり） - 字神谷入（かみやいり） - 字コウノス（こうのす） - 字小神田（こじんでん） - 字小引（こびき） - 字桜田（さくらだ） - 字桜ノ木（さくらのき） | - 字里洞（さとほら） - 字下海道（しもかいどう） - 字下川（しもかわ） - 字下川上（しもかわかみ） - 字下田日影（しもだひかげ） - 字下田日向（しもだひむかい） - 字竹ノ入（たけのいり） - 字長木（ちょうき） - 字中下田（なかしもだ） - 字法前（ほうぜん） - 字松ノ下（まつのした） - 字南沢（みなみさわ） - 字宮ノ入（みやのいり） |

## 世帯数と人口
2019年（令和元年）5月1日現在の世帯数と人口は以下の通りである。
| 町丁   | 世帯数 | 人口 |
| ------ | ------ | ---- |
| 一色町 | 21世帯 | 58人 |

### 人口の変遷
国勢調査による人口の推移
| 2010年（平成22年） | 58人 | [ 6 ] |  |
| 2015年（平成27年） | 56人 | [ 7 ] |  |

## 小・中学校の学区
市立小・中学校に通う場合、学区は以下の通りとなる。
| 番・番地等 | 小学校             | 中学校             |
| ---------- | ------------------ | ------------------ |
| 全域       | 岡崎市立下山小学校 | 岡崎市立額田中学校 |

## 歴史
額田郡一色村を前身とする。

### 沿革
- 2006年（平成18年）1月1日 - 岡崎市へ編入し、同市一色町となる[1]。

## 交通
- 愛知県道331号一色小久田線
- 愛知県道477号東大見岡崎線（大沼街道）

## 施設
- 一色公民館

## その他

### 日本郵便
- 郵便番号 : 444-3447[4]（集配局：額田郵便局[9]）。

## 参考資料
- 「角川日本地名大辞典」編纂委員会 編『角川日本地名大辞典 23 愛知県』角川書店、1989年3月8日。ISBN 4-04-001230-5。
- 有限会社平凡社地方資料センター 編『日本歴史地名体系第23巻 愛知県の地名』平凡社、1981年。ISBN 4-582-49023-9。